# Monty Williams
Tavares Montgomery Eli "Monty" Williams, Jr. (ur. 8 października 1971 we Fredericksburgu) – amerykański koszykarz występujący na pozycji niskiego skrzydłowego, po zakończeniu kariery sportowej trener koszykarski, od 2023 trener Detroit Pistons.
29 czerwca 2015 został asystentem trenera Oklahomy City Thunder.
Na początku maja 2019 został trenerem Phoenix Suns. 2 czerwca 2023 objął posadę głównego trenera Detroit Pistons.

## Osiągnięcia

### Zawodnicze
NCAA
- Uczestnik turnieju NCAA (1990)

Reprezentacja
- Mistrz świata U–21 (1993)

### Trenerskie
Główny trener
- Wicemistrz NBA (2021)
- Trener:
  - roku NBA (2022)[4]
  - drużyny LeBrona Jamesa podczas meczu gwiazd NBA (2022)[5]

Asystent trenera
- Mistrzostwo:
  - świata (2014)[6]
  - olimpijskie (2016)
- Laureat Sager Strong Award, przyznanej podczas pierwszej edycji NBA Awards Show (2017)